# ملعب عبد القادر علام
ملعب عبد القادر علام، هو استاد لكرة القدم يقع في مدينة سيدي قاسم في المغرب. هو معقل نادي الاتحاد القاسمي.
سمي الملعب بعبد القادر علام، تكريما للشهيد قائد قوة التدخل السريع في المغرب خلال حرب أكتوبر.